# Michael Pusitz
Michael Peter Pusitz (ur. 1909, zm. ?) – zbrodniarz nazistowski, członek załogi niemieckiego obozu koncentracyjnego Mauthausen-Gusen i SS-Unterscharführer (nr identyfikacyjny w SS: 382 250).
Obywatel austriacki. Przed wybuchem wojny pracował przy obsłudze maszyn budowlanych. Członek NSDAP (od 1938) i Waffen-SS (od września 1940). Od września 1940 do początków maja 1945 pełnił służbę w obozowej zbrojowni w Mauthausen.
Pusitz został osądzony w proces załogi Mauthausen-Gusen (US vs. Peter Bärens i inni) przed amerykańskim Trybunałem Wojskowym w Dachau. Skazano go na 20 lat pozbawienia wolności. Udowodniono mu udział w przynajmniej pięciu egzekucjach na terenie obozu, a także wielokrotne bicie i kopanie podległych mu więźniów. Z kolei w czerwcu 1942 Pusitz brał udział w sześciu więźniów austriackich przez zastosowanie tzw. "śmiertelnej kąpieli". Polewano ich na przemian gorącą i zimną wodą, a następnie zakatowano metalowymi prętami. Pusitz dostarczał również broń i amunicję obozowemu plutonowi egzekucyjnemu.